# Stazione di Cagliari Largo Gennari
La stazione di Cagliari Largo Gennari è una stazione ferroviaria divenuta nel 2008 fermata tranviaria (denominata semplicemente Gennari) a servizio del comune di Cagliari, posta lungo la ferrovia Cagliari-Isili, nel tratto riconvertito a tranvia nel 2008.

## Storia
La costruzione di una fermata in largo Gennari fu ipotizzata sin dalla seconda metà degli anni novanta, nell'ambito del servizio ferroviario metropolitano tra Cagliari e Monserrato portato avanti dalle Ferrovie della Sardegna, che comportò la realizzazione di nuove fermate nel capoluogo sardo. La presenza della vicina fermata di Via Puccini tuttavia fece sì che l'opera non venisse immediatamente realizzata.
Con l'avvio dei lavori per la riconversione del tronco ferroviario Cagliari-Monserrato a linea tranviaria nell'estate 2004 e la chiusura definitiva al traffico ferroviario del tronco tra largo Gennari e la stazione di Piazza Repubblica, fu necessaria la realizzazione di una struttura provvisoria che fungesse da stazione capolinea negli ultimi anni di attività del servizio ferroviario delle FdS nel territorio comunale cagliaritano. La sede prescelta fu quindi il largo Gennari, per cui era già in programma la realizzazione di una fermata della nuova tranvia.
Realizzata nell'estate 2004, la stazione di Largo Gennari fu inaugurata il 20 settembre di quell'anno, giorno di riapertura del servizio ferroviario lungo la parte iniziale della linea, divenendo il nuovo capolinea cagliaritano per quanto riguarda le ferrovie a scartamento ridotto, il terzo ed ultimo nella storia delle ex ferrovie complementari nel capoluogo sardo. La stazione fu per questo dotata provvisoriamente di due edifici prefabbricati per il personale e la direzione del movimento e per i servizi all'utenza (sala d'attesa, biglietteria e servizi igienici).

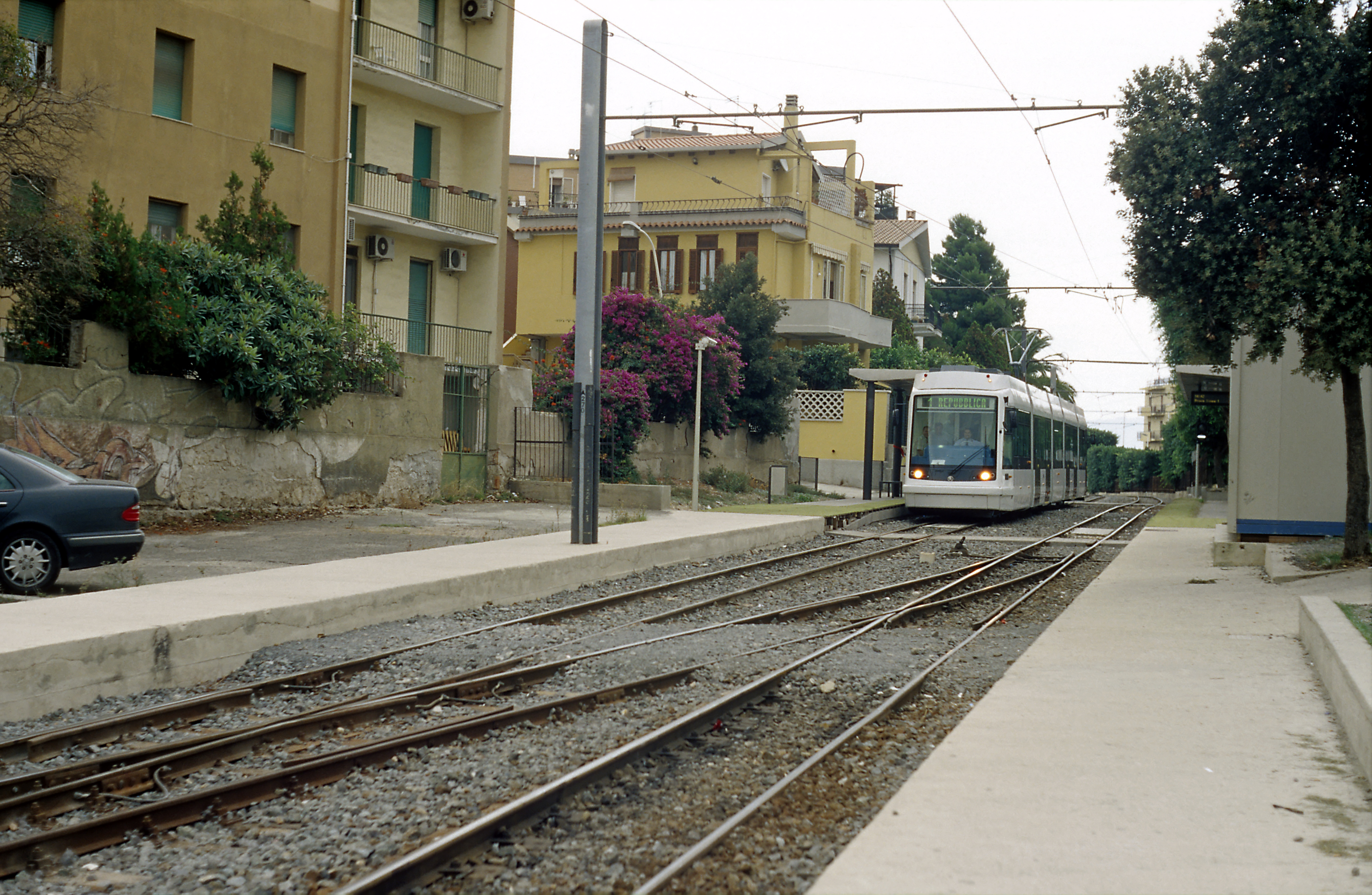
La stazione nel 2007, durante la fase di collaudo della tranvia

L'attività ferroviaria lungo la Cagliari-Monserrato e a Largo Gennari fu interrotta anche nell'estate 2005 (le relazioni vennero sostituite con autocorse) per permettere di portare avanti gli interventi di adattamento della linea in vista dell'impiego tranviario di ferrovia e scali. A tal proposito l'impianto vide nel 2005 l'allargamento della sede ferroviaria per poter ospitare due binari di corsa anziché un binario singolo (con raddoppio in stazione) come nella configurazione iniziale, interventi di modifica alle banchine ferroviarie e l'affiancamento ad esse delle banchine per il servizio tranviario, dotate di pensiline. Fu inoltre installata la linea aerea per l'alimentazione dei tram.

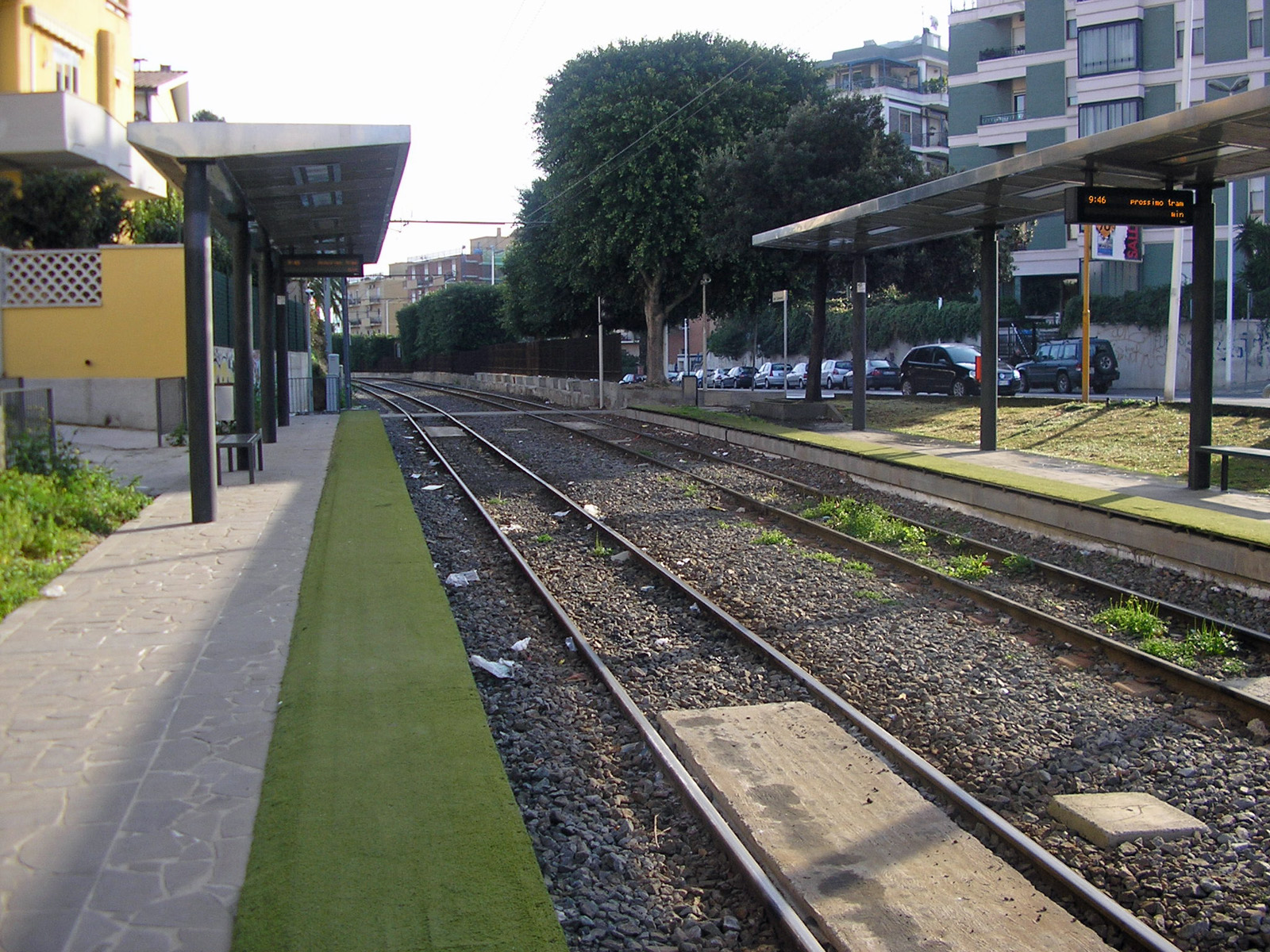
L'area di sosta per i tram nel periodo di preesercizio tranviario. Sul bordo delle banchine sono presenti i rialzi (in verde) per l'accesso ai treni, poi rimossi.

Dal 2007, con l'avvio del preesercizio della linea per l'impiego tranviario, la fermata cominciò ad ospitare, a seconda delle fasce orarie, sia treni (al mattino) che tram (al pomeriggio, per i test) delle FdS. La convivenza tra le due tipologie di rotabili cessò il 17 marzo 2008: la mattina di quel giorno l'ultimo treno FdS raggiunse la stazione, prima che fosse inaugurata quella che da allora è la linea 1 della rete tranviaria di Cagliari, di cui l'impianto costituisce una fermata.
In seguito a tale evento furono rimossi gli edifici provvisori utilizzati nel quadriennio 2004-2008 per l'impiego ferroviario e le banchine dinanzi alle quali sostavano i treni caddero in disuso. Nei mesi successivi all'apertura della tranvia la gestione dell'impianto passò all'ARST Gestione FdS e nel 2010 all'ARST.

## Strutture e impianti

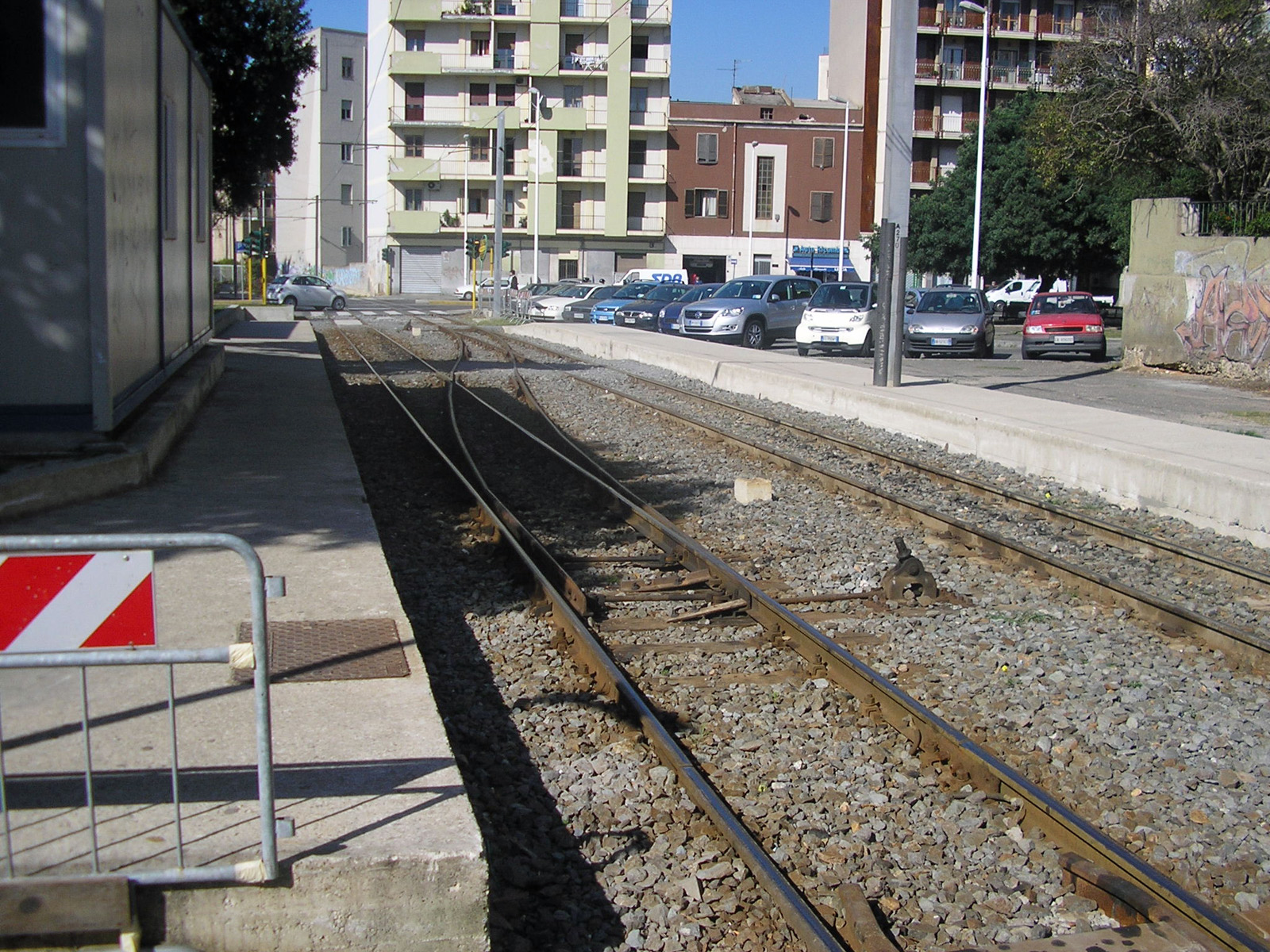
I due binari dello scalo all'indomani dell'inaugurazione della tranvia di Cagliari, con le banchine e i fabbricati mobili di stazione utilizzati sino al giorno prima per il servizio ferroviario.

La stazione è stata disattivata al traffico ferroviario nel 2008 e da allora viene utilizzata come fermata tranviaria. Al momento della costruzione la stazione era collocata su una porzione di linea interamente a binario unico, ed era dotata di due binari per la sosta dei rotabili (di cui uno di diramazione). Con i lavori del 2005, l'impianto fu configurato per l'esercizio a doppio binario, essendo l'estremo di un tronco di questa tipologia della nuova tranvia, sebbene per l'esercizio ferroviario la modifica fu ininfluente, non proseguendo i treni oltre lo scalo: fu ampliata la sede dei binari, per la posa del secondo binario di corsa, vennero riadattati gli scambi e la banchina sul lato nord venne arretrata. Inoltre vennero avviati i lavori per le banchine del servizio tranviario (adattate per l'impiego ferroviario sino al 2008) e delle infrastrutture di alimentazione elettrica che saranno in seguito impiegate dai tram.
Nella configurazione in uso al momento della chiusura del servizio ferroviario ed in seguito per il servizio tranviario la stazione presenta quindi due binari passanti (che confluiscono su un binario unico in direzione Monserrato), a scartamento da 950 mm e dotati di linea aerea per l'alimentazione elettrica dei tram. L'impianto è dotato di due banchine poste in posizione periferica rispetto ai binari, fornite di pensiline e tabelloni informativi.
Durante il periodo di impiego ferroviario nell'allora stazione venivano utilizzate principalmente altre due banchine poste più ad ovest rispetto a quelle tranviarie, in seguito abbandonate. Sempre in quegli anni lo scalo era dotato di due edifici mobili situati a ridosso della banchina a sud dei binari, in cui erano ospitati il personale in servizio nello scalo (tra cui il locale Dirigente Movimento, incaricato della gestione del traffico ferroviario in loco) ed i servizi ai viaggiatori.

## Movimento

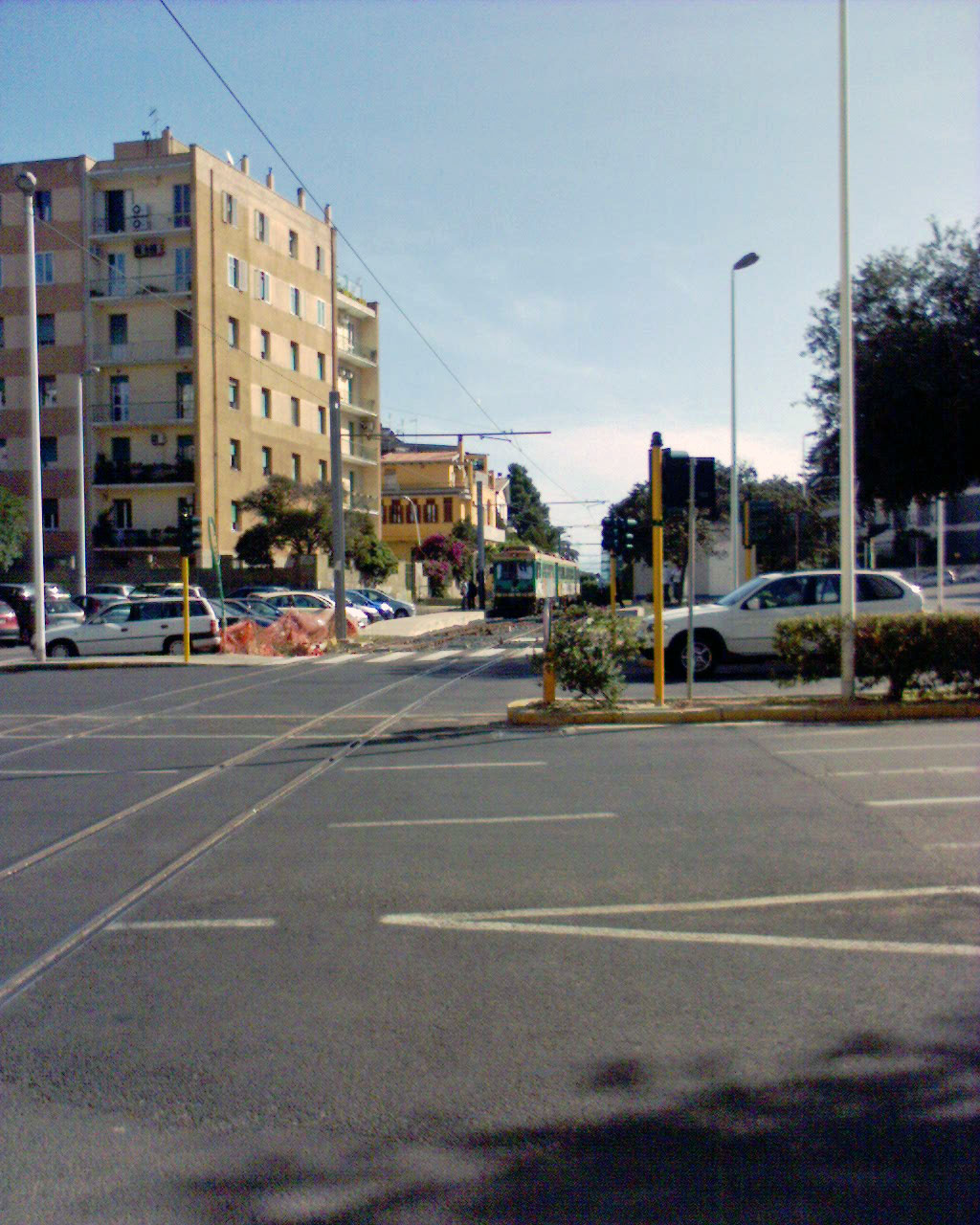
La fermata vista dal lato opposto di largo Gennari nel 2007, con una ADe serie 90 in sosta nell'impianto

Nel periodo in cui fu attivo come stazione ferroviaria, l'impianto fu servito dai treni svolti dalle allora Ferrovie della Sardegna lungo la linea per Isili. Dal marzo 2008 lo scalo è una fermata intermedia della linea 1 della tranvia di Cagliari, ed è quindi servito dai tram di Metrocagliari aventi capolinea in piazza Repubblica e a Monserrato Policlinico.

## Servizi
La stazione disponeva di una biglietteria, di una sala d'attesa e di servizi igienici situati nei locali prefabbricati rimossi nel 2008.

## Interscambi
Dinanzi all'accesso all'impianto da via dei Conversi sono presenti due fermate (una per senso di marcia) delle autolinee urbane e suburbane espletate dal CTM.
- Fermata autobus